# Babina (rejon starosamborski)
Babina (ukr. Бабино, Babyna) – wieś na Ukrainie w rejonie samborskim (wcześniej w rejonie starosamborskim) obwodu lwowskiego, nad Mszańcem i Dniestrem. Liczy około 480 mieszkańców. Podlega hołowieckiej silskiej radzie.

## Położenie
Wieś rozciąga się praktycznie jedną ulicą wzdłuż rzeki Mszańca, w dolinie nadrzecznej pomiędzy grzbietem Orowym a górą Magura Limniańska. Na północnym wschodzie od wsi znajdują się dwie wierzchołki grzbietu Orowego - Kiczerka (724 m) i Górb (739 m). 
Warunkowo wieś Babino można podzielić na kilka części: początek wsi, zwany także "Między Kalinicami", który znajduje się po prawej stronie mostu. Następnie prosta ulica ciągnie się dalej jako "Ogień", sięgając aż do szkoły. Kolejne miejsce nie ma nazwy, ale jest położone między "Zawatką", która biegnie od końca wsi do granicy z tą częścią, która znajduje się przy strumieniu przy "Bułiance" i "Ogniem".

## Historia
W "Lopuszańskim Archiwum" odnaleziono zezwolenie nr 273556 z dnia 10.11.1916 na otwarcie gospodarczych młynów, w tym młyna należącego do Mykoły Mіtsaka w miejscowości Hłowec (Babino).
W roku 2023 wieś wraz z okolicznymi wioskami została włączona do sieci historyczno-turystycznych tras "BojkoMandry", które powstają przy wsparciu Ukraińskiego Funduszu Kultury oraz Gminy Striłki.

## Kościół Objawienia Pańskiego
We wsi znajduje się drewniany kościół, zbudowany w 1898 roku na miejscu wcześniejszej z roku 1742. Był parafialnym kościołem dekanatu Żukotyńskiego w diecezji przemyskiej Kościoła Greckokatolickiego.
Cerkiew orientowana, konstrukcji zrębowej, wzniesiona na rzucie krzyża, z prezbiterium i ramionami transeptu zamkniętymi trójbocznie. Nawa, babiniec i prezbiterium przykryte są kopułami na ośmiobocznych tamburach. Całość pokryta jest blachą. Przy cerkwi stoi, zapewne starsza od samej świątyni, dzwonnica na planie kwadratu, przykryta czterospadowym dachem. W otoczeniu cerkwi znajduje się cmentarz grzebalny.